# Fräkentjärnen (Bjurholms socken, Ångermanland, 709085-165789)
Fräkentjärnen är en sjö i Bjurholms kommun i Ångermanland och ingår i Leduåns huvudavrinningsområde.